# Hermann Theobald
Friedrich Hermann Theobald (* 2. Januar 1821 in Darmstadt; † 8. Januar 1908 ebenda) war ein hessischer Oberförster und Politiker und Abgeordneter der 2. Kammer der Landstände des Großherzogtums Hessen.
Hermann Theobald war der Sohn des Hofgerichtsadvokaten aus Greifenstein Carl Theobald (1780–1862) und dessen Ehefrau Luise, geborene Follenius. Theobald, der evangelischen Glaubens war, heiratete am 25. September 1855 in Lich Marie geborene Zimmer (1831–1910).
Theobald war 1852 bis 1878 Oberförster in Lich und 1878 bis 1895 Oberförster, später Forstmeister in Jugenheim.
Von 1849 bis 1850 gehörte er der Zweiten Kammer der Landstände an. Er wurde für den Wahlbezirk Oberhessen 11/Hungen gewählt. Er wurde zum Ehrenbürger von Jugenheim ernannt.